# Weesower Luch
Das Naturschutzgebiet Weesower Luch liegt auf dem Gebiet der Kleinstadt Werneuchen im Landkreis Barnim in Brandenburg. Es erstreckt sich südwestlich von Weesow, einem Ortsteil von Werneuchen. Östlich des Gebietes verläuft die Landesstraße L 235 und südlich die B 158.

## Bedeutung
Das 57,55 ha große Gebiet wurde mit Verordnung vom 22. Dezember 1997 unter der Kennung 1158 unter Naturschutz gestellt. Schutzzweck ist die Erhaltung und die Entwicklung des Gebietes u. a. „als Standort seltener, in ihrem Bestand bedrohter Pflanzengesellschaften, insbesondere der Feuchtwiesen, Seggenriede, Röhrichte und Kleingewässer“ und „als Lebensraum bestandsbedrohter Tier- und Pflanzenarten, insbesondere verschiedener Amphibien-, Vogel- und Libellenarten.“